# Eek! El Gato
Eek! El Gato (título original en inglés Eek! The Cat) es una serie animada estadounidense-canadiense, creada por Savage Steve Holland y Bill Kopp y producida por Fox Kids y Savage Studios con la animación por Nelvana, que se desarrolló entre 1992 y 1997. Se emitió en YTV desde 1992 a 1998 en Canadá.
La propiedad de la serie pasó a Disney en 2001 cuando Disney adquirió Fox Kids Worldwide.

## Sinopsis
Eek es un gato púrpura cuyo lema es "nunca está de más ayudar". Está actitud generalmente lo mete en problemas, de la que deriva gran parte del humor del show. Otros personajes incluyen a la familia humana de Eek, con el que no se puede comunicar a través del lenguaje hablado; Sharky el Sharkdog (su peor pesadilla), y la novia de Eek, Annabelle. La muestra contó con slapstick humor y la cultura pop referencias. Shows varían de lenguaje estándar de dibujos animados para cine parodias (Apocalypse Now, A Clockwork Orange) y episodios musicales; el primer episodio de Navidad fue escrito casi en su totalidad en rima. La muestra contó con numerosos cameos de celebridades, algunos de los cuales regresaron para varios episodios.

## Producción
La idea original para el show llegó de la experiencia de Savage Steve Holland como propietario de un gato. Uno de sus gatos se llamaba Eek. En un diseño temprano, Eek era de color rosa en lugar del púrpura. La serie fue originalmente titulada La vida seis años y medio de Eek el gato.
El show se estrenó en la ahora extinta Fox Kids en 1992 como Eek! El Gato. Trece episodios de 20 minutos fueron producidos para su primera temporada. Un personaje recurrente llamado Sr. Iwanter era una caricatura del ejecutivo el entonces Fox Kids Sid Iwanter.
Para la segunda temporada en 1993, el formato del programa fue reestructurado (excepto Es Mas Una de Very Merry Eek, que originalmente fue presentada como un especial de horario estelar). En cada episodio fueron dos de nueve segmentos de un minuto. Uno era Eek! el Gato. El otro era a menudo la terrible Thunderlizards. Los segmentos Thunderlizards tenían la intención de aire en el inicio de la temporada, pero comenzaron dos meses más tarde debido a retrasos en la producción. Cuando empezaron a ventilar, el título de la serie fue cambiado a Eek! Y el terrible Thunderlizards. Además, los creadores pretendían originalmente para incluir dos segmentos de una hora. El primero contaría con el blando Bearz, y el segundo uno fuera a ofrecer otros personajes de Eek !. Sin embargo, debido a que el espectáculo resultó ser demasiado largo, se suprimieron los segmentos de un minuto. En enero de 1994, Fox emitió cuatro segmentos Thunderlizards como dos Thunderlizards especiales.
Durante la temporada, Kopp dejó el programa (aunque él todavía hizo la voz de Eek y otros) para su propio show, Los Shnookums y Carne Funny Show de dibujos animados para Disney , que más tarde poseer Eek! también.
Por tercera temporada en 1994, el nombre fue cambiado una vez más a Eek! Stravaganza, manteniendo el mismo formato que se utilizó en la segunda estación.
En el otoño de 1995, se añadió otro segmento llamado Klutter, girando con las Thunderlizards. Este segmento duró un año. Kato Kaelin fue originalmente programado para ser una voz invitada en un episodio, pero la cadena Fox rechazó.
Fox canceló Eek! Stravaganza en noviembre de 1996, a pesar de que finalmente salió al aire los episodios finales en el verano de 1997.
La mayoría de los episodios de Eek! Stravaganza reemitidos entre agosto de 1998 abril de 1999 en Fox Family.
Durante años, todo lo que era comercialmente disponible era una sola VHS cinta con los episodios Catsanova y HawaiiEek 5-0 . Fue lanzado en 1995. El 23 de julio de 2001, Eek! y otras propiedades de Saban Entertainment fueron vendidos a The Walt Disney Company . A partir de 2011, sin noticias de Disney se ha hablado acerca de la liberación la serie en DVD. 
Varios episodios de la serie solían estar disponibles para ver en el sitio web de ABC Family y fueron también vistos en Jetix, Jetix Play y en algunos canales de Europa.

## Segmentos

### The Terrible Thunderlizards
El segmento Terrible Thunderlizards se introdujo en el medio de la segunda temporada de Eek! El Gato. Como Eek !, este segmento también fue creado por Holanda y Kopp. Se corrió del 20 de noviembre de 1993 al 28 de julio de 1997. El show fue pensado originalmente para ser un spin off de EEK! El Gato, pero que salió al aire como un segmento semanal en Eek! Stravaganza.
Como Eek !, el segmento fue producida por Fox y Savage Estudios con la animación por Nelvana. El segmento de la crónica de las desventuras de un trío de dinosaurios mercenarios liberados de prisión y encargados de la tarea de eliminar dos primitivos seres humanos. Sin embargo, a pesar de su tamaño y potencia de fuego superior, y el olvido de sus objetivos, los mercenarios siempre fallan con resultados cómicos. Cuando los Thunderlizards no son después de los seres humanos, tienen que protegen la ciudad Jurásico de los Thuggosaurs.

### Klutter
El segmento Klutter llegó en la cuarta temporada de Eek! Stravaganza en 1995. Siguió Ryan y Wade Heap y su mascota Klutter, que se creó a partir de un montón de basura, porque no podían tener un perro real debido a las alergias de su padre. Hay otros personajes de la serie, como Sandee Montón, quien estaba solo al principio, antes de Klutter entró en sus vidas. Se encendieron los misterios, a la Scooby Doo gusta salvar a los animales y resolver crímenes.
Klutter terminó en febrero de 1996 con 8 segmentos. A diferencia de Eek! y Thunderlizards, el segmento fue creado por David Silverman y Holand además de ser animado por Film Roman . Algunos fanes consideran Klutter como una combinación de Eek! y The Critic (la tripulación de The Critic trabajó en Klutter después de su desaparición a principios de 1995 en Fox ).

## Reparto

### Personajes
- Eek el gato Eek siempre pone la seguridad de los demás, las necesidades y la comodidad antes de su propia. Eek puede hablar con todos los animales y la mayoría de los seres humanos, pero curiosamente no pueden conversar con sus dueños: "Mamá, Wendy Elizabeth, y JB Él comúnmente exclama Kumbaya ! " Su lema es que "Nunca está de más ayudar!", Aunque, con frecuencia Eek este no es el caso. La principal gag dentro del espectáculo es que la naturaleza desinteresada de Eek lo general se le atrapados en situaciones dolorosas como quedar atrapado en correo y equipaje clasificadores (ambos de los cuales parecen diseñadas para dañar intencionalmente su contenido) y gritando "¡Oh Dios mío Eso duele!" mientras que de la demostración de guitarra riff tema jugó. A pesar de las desgracias de Eek, episodios serían por lo general terminan con Eek recompensados de alguna manera para hacer frente a la adversidad de lleno y ser desinteresado hacia los demás.

- Sharky el Sharkdog  mascota de Annabelle perro de guardia que defiende la casa de Annabelle con la crueldad (y también el aspecto general) de un tiburón . Sharky no habla, pero más que lo compensa en gruñidos (aunque otros personajes de origen animal como Eek pueden comprender lo que está diciendo, y los subtítulos son proporcionados a veces). Sharky típicamente aterroriza Eek por diversión, aunque de vez en cuando como una reacción a Eek! 'S incesante amabilidad problemas que causan. Hay momentos en que los dos se llevan bien y socio en la trama, pero que resultan ser raros. Sharky ama a morder cosas, la mayoría de los carteros. Sharky también tiene un poco de habilidad como artesano, que está en constante reconstrucción de su casa de perro después de Eek destruye accidentalmente. Como caseta de Snoopy , el interior de la caseta de perro de Sharky se asemeja a una mansión cavernoso con varias plantas y un garaje. Sharky tiene una afiliación curioso con armas de fuego y explosivos, que a menudo se vuelve contra sí mismo. En muchos casos la relación Sharky y de Eek sigue un patrón sutil satisfacción de karma.

- Elmo el Elk (también conocido como Elmo: The Brown reno de la nariz, Incredible Elmo - Eek 's amigo extremadamente inepto pero leal Elmo normalmente mantiene una fachada valiente, pero en realidad es bastante cobarde Él normalmente funciona como un hombre de truco o de alguna forma.. de la carrera de actuación. También cree que hay 31 días en el mes de junio.

- Mamá  La aparentemente madre soltera de la familia propietaria de Eek !. Interpretado por Elinor Donahue . ¿Tiene un montón de limpieza de la casa y es un estudiante de lenguas extranjeras , especialmente "Spangalese".[7] Una vez en un vuelo a Inglaterra escuchó una cinta de acento británico Inglés, un idioma que ella encontró especialmente difícil. Un chiste cuenta con su escucha distraído a casetes de lenguas extranjeras, recitando las traducciones sin sentido de frases en inglés, mientras que, sin saberlo, causando caos.

- Wendy Elizabeth y JB (voz de Elizabeth diario y Charles Adler ) - Los hijos de la familia propietaria de Eek !, chicos normales y son quejumbrosa y en mal estado. Ellos ven mucha televisión. Su programa favorito es El Bearz Rainbow blando de Enchanted Diversión minuto, una parodia de los Care Bears .

- Annabelle Una gata y la novia de Eek que actúa como una belleza sureña . Ella también es extremadamente grasa, aunque Eek! no parece enterarse de ello (él responde, realmente sorprendido, "¿En serio?" cada vez que alguien hace un comentario sobre el peso de Annabelle), él solo ve Annabelle de ser muy hermosa. Él es atribuido como diciendo sobre Annabelle: "Mientras más de ustedes hay, más no es amar." A pesar de su peso, con los brazos y las piernas son muy flaco. Eek! se enamoró de Annabelle la primera vez que la vio, cuando fue alcanzado por la flecha de Cupido uno de alas.

- Timmy - hermano de Elmo. Constantemente se necesita dinero para varias dolencias médicas absurdas que Elmo intenta levantar con ayuda Eek! 'S. Estos por lo general consisten en acrobacias muy peligrosos que solo perjudican a Eek! cuando se involucra.

- Manoplas en 1998-1999 y luego por John Kassir - amigo Eek 's que también es un gato!. Su pelaje es de color azul, que siempre lleva rojos mitones , y pertenece a una anciana con su defecto la vista. Él sufre de extrema paranoia y siempre termina una frase con la palabra "hombre" (por ejemplo, mirar hacia fuera, MAN !!). Mittens parece haberse basado en Dennis Hopper carácter fotoperiodista sin nombre 's de Apocalypse Now , incluso retratar el carácter equivalente en el episodio "Eekpocalypse Ahora!"

- El blando Bearz Cuatro osos coloridos con el programa de televisión de sus propios hijos llamado The Rainbow Bearz de Enchanted Diversión Minuto blando; que son una obvia parodia de los Care Bears . Kozy (amarillo), Puffy (azul) y Wuz Wuz (rosa) tienen actitudes alegre y amistoso. El cuarto oso, Pierre (verde), que habla con acento francés y lleva una boina , es amargo y cínico. Kozy (excepto en "Bearz 'N The Hood" y "Catsanova", Puffy y Wuz Wuz, y Pierre.

- StevenUna ardilla que vive en un árbol cercano con su esposa y cuatro hijos. Steven y su familia son tan increíblemente aburrido que incluso Eek no puede soportar estar cerca de ellos por mucho tiempo.

- Piggy el Pingüino Primero aparece en el episodio "El Señor de las pulgas" (una obvia parodia de El Señor de las Moscas ), Piggy es un pequeño pingüino con gafas gruesas que a menudo se pueden ver luciendo una máscara de cerdo. A menudo se le ve en compañía de un pingüino más grande y más profundo en voz mientras participan en las extrañas circunstancias de la serie. A menudo, en un chiste, Piggy descubrirá algo extraño y tratar de informar a su compañero mayor, que entonces responde diciendo "Cállate Piggy!" Piggy tiene un acento británico distinta, otra referencia a El señor de las moscas. Piggy vuelve varias veces en cameos rápidas y de vez en cuando toma un papel más importante.

- Hank y Jib Un par de científicos del gobierno que hacen apariciones recurrentes, a menudo sosteniendo una taza de café para cada uno y conversar en tonos apagados, sus palabras son generalmente interrumpidas con 'UMS' y 'res'. Un chiste en el espectáculo consiste en las dos a la estación de tierra en compañía de otros científicos después de finalmente conseguir el Telescopio Hubble funcione, solo para ser golpeado por un personaje u objeto de la historia principal de la serie, haciendo que sea un mal funcionamiento o para que apunte a algún lugar en la Tierra. Esto a menudo resulta en cualquiera de alguna celebridad a aparecer en la pantalla o en el monitor simplemente va negro, que la pareja de científicos olvidadizamente reconoce como el fruto de sus investigaciones, seguida de Hank preguntando, "¿Quién quiere comer?"

- Zoltar Un doblada alienígena mal que quiere destruir la Tierra mediante la captura de Annabelle y usándola como una batería para su láser destructor de planetas. Sus intentos siempre se están frustrados por Eek y sus amigos.

### Voces
- Bill Kopp .... Eek! El gato, jib, Voces Adicionales
- Savage Steve Holland .... Elmo El Elk, Voces Adicionales
- Elizabeth Daily .... Wendy Elizabeth (1992-1995), Kozy (II, el cabo de la piel hasta el final de la serie), Voces Adicionales
- Charles Adler ..... Granny (1992, 1995), Voces Adicionales
- Cam Clarke .... Puffy, Wuz Wuz, Piggy el Pingüino, Voces Adicionales
- Elinor Donahue .... Mamá (1992-1995, 1997), Voces Adicionales
- Dan Castellaneta .... Mittens (1992-1994), Hank, Voces Adicionales (1992-1995)
- Tawny Kitaen .... Annabelle (I, 1992-1995)
- Jaid Barrymore .... Kozy (I, la segunda y tercera episodio), Voces Adicionales (1992-1995)
- Eddie Deezen .... Ringo
- Brad Garrett .... Voces Adicionales
- Gary Owens .... Locutor, Voces Adicionales
- Karen Haber .... Annabelle (II, ocupó el lugar de Tawny en 1994-1995, y de forma permanente en 1997)
- John Kassir .... Mittens (1994-1997), Voces Adicionales

### Cameos
Algunas Celebridades hicieron cameos como ellos mismos en el programa, sin que fueran notados. (También, Bill Kopp y Savage Steve Holland aparecieron como ellos mismos en el show.)
- William Shatner .... Santa Claus / Comandante Berzerk (1998)
- David Duchovny .... agente Fox Mulder (1995)
- Nia James .... Ella Misma (1995)
- Gillian Anderson .... Agente Dana Scully (1995)
- John Walsh .... Él Mismo (1997)
- "Weird Al" Yankovic .... Él Mismo (1997)
- Tim Curry .... Narrador de la primera temporada es Es un maravilloso Nueve vidas (1992)
- John Landis .... Él Mismo (1995)
- Kurtwood Smith .... The Brain (1992)
- Dee Snider .... Dee Snidersaur (1996)
- Fabio .... Él Mismo (1995-1996)
- Don Cornelius .... Él Mismo (1994)
- Heather Locklear .... Alice (1994)
- Julie Strain .... Ella Misma (1997)
- Chuck Jagger .... Él Mismo (1997)
- Phil Hartman .... Psycho Bunny (1992)
- Chris Leary .... (locutor de radio y presentador ocasional Fox Kids) (1997)
- Bobcat Goldthwait .... Blitzen (1993)
- Margaret Loesch .... Presidente de Fox Kids (1994, 1997)
- Shane y Sia Barbi .... Ellos Mismos (1993-1994)
- Cynthia Rothrock (Cinturón Negro Salón de la Fama / Stunt Mujer / Actriz) (1996)
- Mr. T .... Mr. T-Rex (en El Terrible Thunderlizards) (1994-1996)
- Buck Henry .... Cupido (1992)

## Resumen de la serie
| Temporada | Temporada | Episodios | Episodios | Originalmente transmitido | Originalmente transmitido |
| Temporada | Temporada | Episodios | Episodios | Emitido por primera vez   | Emitido por última vez    |
| --------- | --------- | --------- | --------- | ------------------------- | ------------------------- |
|           | 1         | 13        | 13        | 11 de septiembre de 1992  | 26 de diciembre de 1992   |
|           | 2         | 17        | 17        | 25 de septiembre de 1993  | 26 de febrero de 1994     |
|           | 3         | 14        | 14        | 10 de septiembre de 1994  | 8 de julio de 1995        |
|           | 4         | 18        | 18        | 9 de septiembre de 1995   | 16 de febrero de 1996     |
|           | 5         | 13        | 13        | 9 de septiembre de 1996   | 1 de agosto de 1997       |

## Temporadas

### Temporada 1 (1992)
La Temporada de 1992, cuando aún se llamaba Eek! The Cat.
| Episodio | Título                         | Lanzado al aire          |
| -------- | ------------------------------ | ------------------------ |
| 1        | Misereek                       | 11 de septiembre de 1992 |
| 2        | Bearz N' the Hood              | 19 de septiembre de 1992 |
| 3        | Catsanova                      | 26 de septiembre de 1992 |
| 4        | Eek vs. the Flying Saucers     | 3 de octubre de 1992     |
| 5        | Cape Fur                       | 17 de octubre de 1992    |
| 6        | HallowEek                      | 31 de octubre de 1992    |
| 7        | Aventura Internacional de Eek  | 14 de noviembre de 1992  |
| 8        | HawaiiEek 5-0                  | 21 de noviembre de 1992  |
| 9        | Great Balls of Fur             | 28 de noviembre de 1992  |
| 10       | The Whining Pirates of Tortuga | 5 de diciembre de 1992   |
| 11       | The Eekcidental Tourist        | 12 de diciembre de 1992  |
| 12       | It's a Wonderful Nine Lives    | 19 de diciembre de 1992  |
| 13       | The Eeksterminator             | 26 de diciembre de 1992  |